# Haltepunkt Essen-Hügel
Der Haltepunkt Essen-Hügel, ursprünglich Haltepunkt Bredeney, ist ein Haltepunkt am nördlichen Baldeneysee-Ufer im Essener Stadtteil Bredeney. 1890 wurde er durch den Großindustriellen Friedrich Alfred Krupp direkt am Hügelpark errichtet, der zur 20 Jahre zuvor erbauten Villa Hügel gehört. Der Haltepunkt liegt an der Bahnstrecke Essen-Werden–Essen, welche die Ruhrtalbahn mit dem Essener Hauptbahnhof verbindet.

## Geschichte
Grund für die Einrichtung im Jahre 1890 war, Gästen der Industriellen-Familie Krupp einen längeren Anfahrtsweg von den bereits bestehenden Bahnhöfen Werden und Rellinghausen-West (heute Essen-Stadtwald) zu ersparen. Dennoch sollte er auch der Allgemeinheit dienen, um im landschaftlich reizvollen Ruhrtal einen Ort der Naherholung zu finden. Bereits im Mai 1889 wurde durch Krupp die Haltestelle Bredeney zwischen den Bahnhöfen Werden und Rellinghausen am Kilometer 2,7 der Bahnstrecke Essen-Werden–Essen bei der königlichen Eisenbahn-Direktion beantragt. Die vorgenannte Verbindung war 1877 von der Bergisch-Märkischen Eisenbahn-Gesellschaft als zunächst eingleisige Strecke gebaut worden. Die Baukosten des Haltepunktes auf dem komplett Krupp gehörenden Grundstück wurden von der Friedrich Krupp AG übernommen, den Unterhalt trug der Staat. Ab 1896 war in der Fahrkartenausgabe der Bahnstation eine Poststelle untergebracht, wofür der Stationsvorsteher verantwortlich war. Allerdings war dieses Postamt nur Angehörigen der Familie Krupp und Angestellten der Hügelparkverwaltung zugänglich; es hatte bis 1924 als selbständige Postagentur unter dem Namen Krupp-Postamt Bestand.
Ausschließlich Friedrich Alfred Krupp persönlich erhielt von Beginn an die Sondergenehmigung, dass er die Bahnsteige des Haltepunktes Hügel durch das Hügelpark-Tor direkt erreichen konnte. Zusätzliche Sondergenehmigungen wurden 1895 weiteren Angestellten der Firma Krupp, des Hügelbetriebs und entfernteren Familienangehörigen erteilt. Diese trugen den Zusatz auf Widerruf und berechtigten teilweise zusätzlich zum Überschreiten der Bahngleise, um so den Umweg durch den Tunnel unter der Bahnstation zu vermeiden. Staatsgästen – darunter der ägyptische König Fu'ād I. im Juni 1929 – wurde ebenfalls der direkte Weg durch das Parktor gewährt. Zu solchen Anlässen gab Krupp Ausweiskarten zum Betreten der Bahnsteige aus, um Schaulustige fernzuhalten. Später übernahm die Deutsche Reichsbahn die Ausgabe der Zugangskarten, nachdem in der Öffentlichkeit die Frage aufkam, wem der Haltepunkt Hügel gehöre.

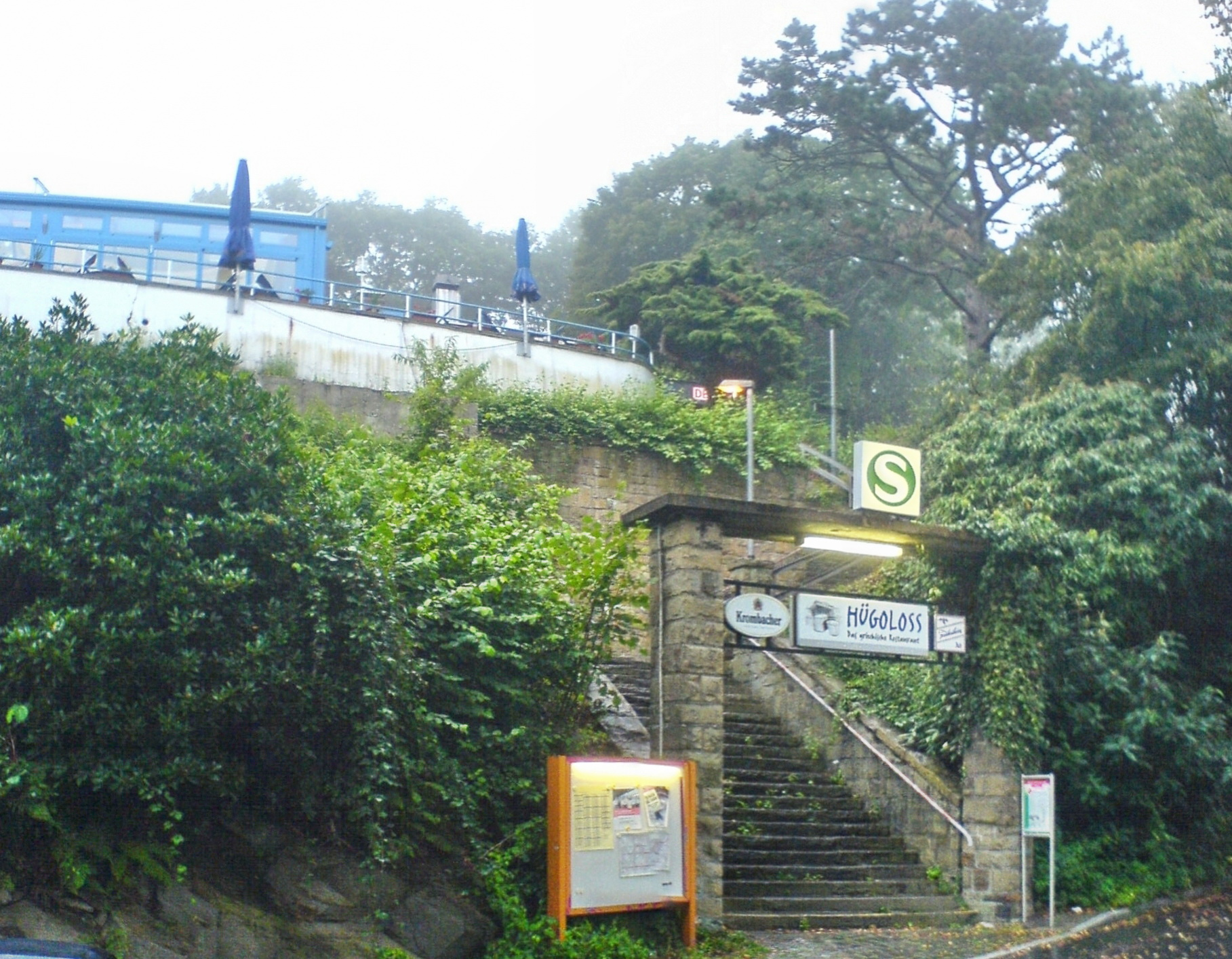
Eingang am Restaurant im Jahr 2007

Bei der Ruhrbesetzung im Jahre 1923 wurden von einer Gruppe der Organisation Heinz um Albert Leo Schlageter Sprengstoffanschläge unter anderem am Haltepunkt Hügel verübt, um den Kohletransport nach Frankreich zu behindern.
1933 gewann der Haltepunkt Hügel durch den Bau des Baldeneysees weiter an Bedeutung, so dass durch die Deutsche Reichsbahn das Empfangsgebäude erweitert und um eine Gaststätte ergänzt wurde. Damit reagierte sie auch auf die gestiegene Zahl an Fahrgästen.
Seit 1968 verkehrt hier die S-Bahn.

## Heutige Situation
Im Betriebsstellenverzeichnis der Deutschen Bahn hat der Haltepunkt das Kürzel EEHU. Besitzer der Immobilie ist die DB Station&Service, die den Haltepunkt in der Preisklasse 5 („Nahverkehrssystemhalt“) führt.
Das Empfangsgebäude aus dem Jahr 1890 bietet einen Ausblick auf die Ruhr und – seit dessen Aufstauung 1933 – auf den Baldeneysee. In der Gaststätte befindet sich heute ein griechisches Restaurant mit dem Namen Hügoloss.
Die Bahnsteige sind jedoch nicht barrierefrei erreichbar; die Bahn weist in dieser Hinsicht lediglich auf taktile Kennzeichnung der Stufen hin.

## Bedienung
Schienenpersonenfernverkehr gab es auf der Strecke nur kurz nach der Eröffnung 1890 (Strecke von Düsseldorf über Essen nach Soest), darüber hinaus fuhren einzelne Sonderzüge für Angehörige der Familie Krupp sowie für deutsche und ausländische Herrscher (siehe #Geschichte).
Der Haltepunkt wird im Schienenpersonennahverkehr heute ausschließlich von der S-Bahn Rhein-Ruhr bedient (Kursbuchstrecke 450.6).
| Linie | Linienverlauf | Takt |
| ----- | --- | --- |
| S 6   | Essen Hbf – Essen Süd – E-Stadtwald – E-Hügel – E-Werden – Kettwig – Kettwig Stausee – Hösel – Ratingen Ost – D-Rath – D-Rath Mitte – D-Derendorf – D-Zoo – D-Wehrhahn – Düsseldorf Hbf – D-Volksgarten – D-Oberbilk – D-Eller Süd – D-Reisholz – D-Benrath – D-Garath – D-Hellerhof – Langenfeld-Berghausen – Langenfeld (Rheinland) – Lev.-Rheindorf – Lev.-Küppersteg – Leverkusen Mitte – Lev.-Chempark – K-Stammheim – K-Mülheim – K-Buchforst – K-Messe/Deutz – Köln Hbf – K-Hansaring – K-Nippes (– K-Geldernstr./Parkgürtel – K-Longerich – K-Volkhovener Weg – K-Chorweiler – K-Chorweiler Nord – K-Blumenberg – K-Worringen) Stand: Fahrplanwechsel Dezember 2023 | 20 min (werktags) 30 min (sonn-/feiertags, Essen–Düsseldorf auch samstags) Nippes–Worringen nur werktags 5–20 Uhr und sonn-/feiertags 11–21 Uhr |

Darüber hinaus befindet sich unten direkt am Seeufer die Bushaltestelle Hügel/Regattahaus, die nur von eventuellem Schienenersatzverkehr für die S-Bahn bedient wird. Bis zu ihrer Einstellung zum Fahrplanwechsel am 10. Juni 2018 hielt an dieser Haltestelle ferner die Freizeitlinie See-Linie 181 der Ruhrbahn.